# Берстет
Берстет (фр. Berstett) насеље је и општина у источној Француској у региону Алзас, у департману Доња Рајна која припада префектури Стразбур Кампањ.
По подацима из 2011. године у општини је живело 2.317 становника, а густина насељености је износила 129,59 становника/km². Општина се простире на површини од 17,88 km². Налази се на средњој надморској висини од 165 метара (максималној 281 m, а минималној 147 m).

## Демографија
| 1962. | 1968. | 1975. | 1982. | 1990. | 1999. | 2011. |
| ----- | ----- | ----- | ----- | ----- | ----- | ----- |
| 1.261 | 1.265 | 1.274 | 1.527 | 1.679 | 1.919 | 2.317 |

График промене броја становника у току последњих година

## Партнерски градови
- Болшвајл